# Pơ nưng yun
Pơ nưng yun là loại trống vừa phổ biến trong cộng đồng các dân tộc ở Tây Nguyên. Pơ nưng yun là cách gọi của người Ba Na. Người Gia Rai gọi nó là hơgơr ching arăp, người Mnâm gọi là hơgơr cân, người Hà Lang gọi là hơgơr tuôn, còn người Rơ năm gọi là Hơ huôl. Nhiều dân tộc Tây Nguyên còn gọi nó bằng một từ tượng thanh là "đơng".
Pơ nưng yun có cấu tạo giống như loại hơgơr prong, đường kính từ 50 đến 80 cm. Mặt trống bịt da bò hay da của những loại thú khác với những đinh tre hoặc gỗ giúp da dính vào 2 đầu trống. Lớp da này lại phủ trùm kín thân trống và được dán vào thân trống bằng những đinh tre nhỏ.
Pơ nưng yun là trống có màng rung phát ra âm trầm, vang, nhưng không được định âm trước. Người ta thường dùng nhiều cách đánh nhạc cụ này bằng dùi gỗ bịt vải ở phần đầu. Trong dàn nhạc chiêng, nhiệm vụ của pơ nưng yun là đánh đệm, tạo không khí trong những đoạn cao trào.
Pơ nưng yun có chỗ móc đòn gánh trên thân trống. Thông thường 2 người dùng đòn gánh móc vào lỗ này để khiêng trống đi, đồng thời dùng dùi gõ vào mặt trống. Đôi khi lại do 4 người dùng 2 đòn gánh bắt chéo để khiêng trống trong lúc đánh. Có khi chỉ 1 người thật khỏe mạnh đeo nó trước ngực để đánh. Dù khiêng hay đeo, nhất thiết trong lúc đánh những người này phải nhún nhảy, múa theo nhịp điệu của bài nhạc chiêng.